# Unbioktium
Az unbioktium a 128-as rendszámú, még fel nem fedezett kémiai elem ideiglenes neve. A természetben nem fordul elő, mesterségesen sem állították még elő. A transzaktinoidák közé tartozik, a g-blokk nyolcadik eleme. Várható atomtömege 340. Valószínűleg a stabilitás szigetéhez tartozik, az Ubo-340 felezési ideje  néhány másodperc lehet.
Vegyjele: Ubo.
CAS-szám: 63309-50-2
Elektronok héjanként: 2, 8, 18, 32, 40, 18, 8, 2
Elektronszerkezet: [Og] 5g38s2

## Fordítás
Ez a szócikk részben vagy egészben  az   Unbioctium című német Wikipédia-szócikk fordításán alapul.  Az eredeti cikk szerkesztőit annak laptörténete sorolja fel. Ez a jelzés csupán a megfogalmazás eredetét és a szerzői jogokat jelzi, nem szolgál a cikkben szereplő információk forrásmegjelöléseként.